# 1493년

## 연호
- 명(明) 홍치(弘治) 6년
- 일본(日本) 메이오(明応) 2년
- 후 레 왕조(後黎朝) 홍득(洪德) 24년

## 기년
- 류큐(琉球) 쇼신왕(尚真王) 17년
- 명(明) 효종 홍치제(孝宗 弘治帝) 6년
- 조선(朝鮮) 성종(成宗) 24년
- 후 레 왕조(後黎朝) 성종(聖宗) 34년

## 사건
- 성현,악학궤범 완성
- 콜럼버스, 도미니카 연방을 발견

## 사망
- 8월 19일 - 신성로마제국의 프리드리히 3세
- 조선 초기의 문신 매월당 김시습